# Lei Nakba
"Fundamentos das Finanças – Emenda nº 40 ", também chamada de Lei Nakba, é uma lei israelense aprovada pelo Knesset em 2011 que autoriza o Ministro das Finanças a reduzir o orçamento ou mesmo retirar o financiamento de qualquer instituição ou órgão (que receba fundos do Estado) que comemore o "Dia da Independência de Israel", ou o dia em que o estado israelense foi estabelecido, como um "dia de luto", referindo-se à comemoração da Nakba palestina, ou que negue a existência de Israel como um "estado judeu e democrático". A lei afeta organizações que são financiadas, no todo ou em parte, pelo governo. A quantia de fundos estatais retidos está relacionada à quantia de dinheiro gasta no destino, limitada a três vezes a quantia de dinheiro gasta.  
A lei recebeu críticas por limitar a liberdade de expressão referente à fundação de Israel e à discussão a respeito da Nakba. Os palestinos veem o projeto de lei como uma restrição à liberdade de opinião e expressão palestina e como uma tentativa de suprimir a consciência nacional e a narrativa histórica do povo palestino restante em sua terra natal.
 

A organização Adalah – O Centro Jurídico para os Direitos das Minorias Árabes em Israel, que atua pela defesa dos direitos da minoria árabe-palestina dentro do Estado de Israel, afirma:
"O objetivo da Lei da Nakba é impedir que os palestinos exerçam seu direito democrático de comemorar um evento seminal relacionado à sua história coletiva. Dada a centralidade da Nakba para o povo palestino, a lei infringe sua dignidade individual e coletiva ao marcar e preservar sua herança cultural e história. A lei não apenas privilegia explicitamente a história judaica israelense, como também penaliza os palestinos por reconhecerem seu próprio deslocamento e desapropriação.

A lei visa impedir o desenvolvimento de um discurso cultural em torno da Nakba e inibir contestações intelectuais à definição constitucional do Estado de Israel. Devido à formulação ampla e vaga da Lei da Nakba, particularmente no que diz respeito às condições para revogar o financiamento, como a "profanação de símbolos do Estado", a lei tem um efeito inibidor significativo sobre as operações de entidades que recebem fundos estatais. Muitas instituições recorrem à autocensura para evitar o risco de sanções financeiras. A lei atua como um impedimento para atividades que possam se enquadrar em seu escopo e resultar em sanções orçamentárias. Os potenciais destinatários dos serviços dessas organizações afetadas também serão, portanto, afetados negativamente pelo efeito inibidor da lei."

## Contexto
A lei foi proposta pela primeira vez em 2008 por Alex Miller do partido nacionalista Yisrael Beiteinu,  e preliminarmente aprovada pelo Comitê Ministerial de Legislação em 24 de maio de 2009.  A proposta foi rejeitada e enviada ao Comitê de Constituição, Direito e Justiça para revisão, onde a multa proposta de dez vezes o custo do evento foi reduzida para três vezes o valor por sugestão de David Rotem (Yisrael Beiteinu). 
Trinta e sete membros do Knesset votaram a favor da lei e vinte e cinco votaram contra na terceira leitura da lei. 58 dos 120 deputados não compareceram à votação, incluindo o primeiro-ministro Benjamin Netanyahu .  

## Provisões
A lei afeta organizações que são financiadas, no todo ou em parte, pelo governo israelense . 
Declara que o Ministro das Finanças está autorizado a reter transferências de fundos estatais, se o objetivo principal dos fundos gastos for um dos seguintes:
1. "Negar a existência do Estado de Israel" como um "Estado judeu e democrático"
2. Incitação ao racismo, à violência ou ao terrorismo [7]
3. "Apoiar" conflitos armados ou atos de terror, de um estado inimigo ou de uma organização terrorista, contra o Estado de Israel [7]
4. Referir-se ao "Dia da Independência de Israel" ou ao dia da fundação do país como um "dia de luto" [7]
5. Vandalizar ou degradar fisicamente a bandeira ou dos símbolos do estado [7]

## Efeitos
A decisão da lei foi criticada pela organização de direitos humanos Human Rights Watch  e pelo Relator Especial das Nações Unidas para a promoção e protecção do direito à liberdade de opinião e expressão, Frank William La Rue  e também por ONGs israelenses como o Instituto Israelense da Democracia , como uma violação da liberdade de expressão.
Em 2019, a Universidade de Tel Aviv cancelou uma palestra do político Ofer Cassif, citando a lei como motivo. Esta foi a primeira vez que uma instituição acadêmica acatou esta lei. 

### Citações
1. ↑  OLESKER, Ronnie (2013). Law-Making and the Securitization of the Jewish Identity in Israel. [S.l.]: Ethnopolitics. pp. 105–121
2. 1 2  «"Lei Nakba" – Emenda n.º 40 à Lei de Fundamentos Orçamentais». Adalah.org. Consultado em 8 de junho de 2025
3. 1 2  Gutman & Tirosh 2021, p. 713.
4. ↑  Hartman, Ben (15 de março de 2011). «'Nakba law' passes vote in Knesset committee». The Jerusalem Post (em inglês)
5. ↑  Gutman & Tirosh 2021, p. 714.
6. ↑  Stoil, Rebecca Anna (23 de março de 2011). «'Nakba Bill' passes Knesset in third reading» (em inglês)
7. 1 2 3 4
8. ↑  Israel: New Laws Marginalize Palestinian Arab Citizens, Human Rights Watch, 30 de março de 2011
9. ↑  Report of the Special Rapporteur on the promotion and protection of the right to freedom of opinion and expression, Frank La Rue: Addendum, Mission to Israel and the occupied Palestinian territory, UN Human Rights Council, 11 de junho de 2012
10. ↑  Kremnitzer, Mordechai; Fuchs, Amir (21 de março de 2011). «The Nakba Bill: A Test of the Democratic Nature of the Jewish and Democratic State»
11. ↑  Kadari-Ovadia, Shira (May 16, 2019). «Israeli University Cancels Event Marking Nakba Day, Citing Violation of Law». Haaretz. Consultado em October 12, 2021 Verifique o valor de |url-access=registration (ajuda); Verifique data em: |acessodata=, |data= (ajuda)